# Église protestante du Reich
L'Église protestante du Reich (Deutsche Reichskirche) a été formée par Adolf Hitler en 1933, dans le cadre de la politique de « mise au pas », la Gleichschaltung, en regroupant les 28 églises régionales en une seule église. La fondation de cette dernière a été réalisée grâce au travail des Deutsche Christen, les Chrétiens allemands, qui ont obtenu une large majorité aux élections des églises en 1933.
Elle fut le résultat de l'idée des nazis de créer un « christianisme positif », c'est-à-dire un christianisme purifié des éléments juifs, y compris de l'Ancien Testament. Cette idée, que l'on trouve déjà au IIe siècle chez Marcion de Sinope, fut adoptée par l'Église du Reich pour des raisons raciales plutôt que théologiques.
Ludwig Müller fut élu « évêque du Reich ».
Devant l’incapacité de l'Église protestante du Reich à regrouper l’ensemble du protestantisme allemand, échec marqué en particulier par la constitution, en opposition, du mouvement de l’Église confessante, les nazis perdirent leur intérêt pour l'expérience.
Après 1937, les relations entre le gouvernement nazi et l'Église du Reich devinrent plutôt tendues.